# Volksabstimmungen in der Schweiz 1961
Dieser Artikel bietet eine Übersicht der Volksabstimmungen in der Schweiz im Jahr 1961.
In der Schweiz fanden auf Bundesebene vier Volksabstimmungen statt, im Rahmen dreier Urnengänge am 5. März, 22. Oktober und 3. Dezember. Dabei handelte es sich um ein obligatorisches Referendum, zwei fakultative Referenden und eine Volksinitiative.

## Abstimmungen am 5. März 1961

### Ergebnisse
| Nr. | Vorlage | Art | Stimm- berechtigte | Abgegebene Stimmen | Beteiligung | Gültige Stimmen | Ja      | Nein    | Ja-Anteil | Nein-Anteil | Stände | Ergebnis |
| --- | --- | --- | ------------------ | ------------------ | ----------- | --------------- | ------- | ------- | --------- | ----------- | ------ | -------- |
| 195 | Bundesbeschluss vom 14. Dezember 1960 über die Ergänzung der Bundesverfassung durch einen Artikel 26bis betreffend Rohrleitungsanlagen zur Beförderung flüssiger oder gasförmiger Brenn- oder Treibstoffe | OR  | 1'496'380          | 939'939            | 62,81 %     | 902'644         | 644'797 | 257'847 | 71,43 %   | 28,57 %     | 22:0   | ja       |
| 196 | Bundesbeschluss vom 29. September 1960 über die Erhebung eines Zollzuschlages auf Treibstoffen zur Finanzierung der Nationalstrassen                                                                      | FR  | 1'496'380          | 946'591            | 63,25 %     | 932'847         | 434'245 | 498'602 | 46,55 %   | 53,45 %     | –      | nein     |

### Rohrleitungsanlagen
Für den Transport von Erdöl, das in der Schweiz die Kohle rasch als wichtigste Energiequelle ablöste, schien der Bau internationaler Pipelines unausweichlich. Erste Pläne dafür wurden Ende der 1950er Jahre veröffentlicht. Aus neutralitäts-, wirtschafts- und versorgungspolitischen Überlegungen heraus betrachtete der Bundesrat solche Anlagen als derart wichtig, dass er ihren Bau und Betrieb unter Bundesrecht stellen wollte. Ebenso wollte er landesweit einheitliche technische Vorschriften und ein einheitliches Enteignungsrecht für betroffene Landeigentümer festlegen. Der neue Artikel 26bis der Bundesverfassung sollte wie folgt lauten: «Die Gesetzgebung über Rohrleitungsanlagen zur Beförderung flüssiger oder gasförmiger Brenn- oder Treibstoffe ist Bundessache.» Das Parlament genehmigte die vorgeschlagene Verfassungsänderung ohne Opposition und verzichtete auf Anpassungen. Die Vorlage war völlig unbestritten und es machte sich keinerlei organisierte Opposition bemerkbar. Mehr als sieben Zehntel der Abstimmenden nahmen sie an, ebenso sämtliche Kantone.

### Finanzierung der Nationalstrassen
1958 hatten Volk und Stände im Grundsatz dem Bau des Nationalstrassennetzes zugestimmt, doch bald war klar, dass der damals in der Bundesverfassung verankerte ordentliche Finanzierungsmodus nicht genügte. Aus diesem Grund erhielt der Bundesrat Ende 1959 vom Parlament den Auftrag, eine Vorlage für einen zweckgebundenen Zuschlag auf dem Treibstoffzoll auszuarbeiten, der ab Anfang 1961 erhoben werden sollte. Vorgesehen waren 7 Rappen je Liter, wobei forst- und landwirtschaftliche Fahrzeuge davon befreit bleiben sollten. Das Parlament senkte den Zuschlag jedoch auf 5 Rappen. Weitgehend im Alleingang ergriff der Touring Club Schweiz (TCS) daraufhin das Referendum. Zu den Befürwortern gehörten fast alle Parteien. Sie betonten, der Bau der Nationalstrassen müsse möglichst rasch in Angriff genommen werden und es sei folgerichtig, dass die Nutzer und Hauptprofiteure auch für die Kosten aufzukommen hätten. Eine Ablehnung werde zu Verzögerungen beim Bau führen und eine noch stärkere Finanzierung über Anleihen die Zinslast erhöhen. Auf Seiten der Gegner wurde der TCS lediglich vom LdU unterstützt. Sie stellten sich auf den Standpunkt, dass die Vorlage die Automobilisten zu stark belasten und über eine Verteuerung der Transporte generell zu einer Verteuerung der Lebenskosten führen werde. Die Vorlage scheiterte mit einer Ablehnung von mehr als 53 Prozent.

## Abstimmung am 22. Oktober 1961

### Ergebnis
| Nr. | Vorlage                                                         | Art | Stimm- berechtigte | Abgegebene Stimmen | Beteiligung | Gültige Stimmen | Ja      | Nein    | Ja-Anteil | Nein-Anteil | Stände | Ergebnis |
| --- | --------------------------------------------------------------- | --- | ------------------ | ------------------ | ----------- | --------------- | ------- | ------- | --------- | ----------- | ------ | -------- |
| 197 | Volksbegehren für die Einführung der Gesetzesinitiative im Bund | VI  | 1'502'509          | 602'517            | 40,09 %     | 580'287         | 170'842 | 409'445 | 29,44 %   | 70,56 %     | 0:22   | nein     |

### Einführung der Gesetzesinitiative
Die Möglichkeit, Volksinitiativen für ausformulierte Gesetzestexte einzureichen, war Teil der gescheiterten Totalrevision der Bundesverfassung 1872 gewesen. Danach war dieser Ausbau der Volksrechte jahrzehntelang nicht mehr mehrheitsfähig, bis die SP 1958 eine Volksinitiative lancierte. In nur 42 Tagen sammelte sie mehr als 100'000 Unterschriften, doppelt so viele wie erforderlich. Neben der bereits seit 1891 bestehenden Verfassungsinitiative sollte neu auch die Gesetzesinitiative eingeführt werden. 50'000 Stimmberechtigte oder acht Kantone sollten das Recht erhalten, den Erlass, die Änderung oder die Aufhebung eines Bundesgesetzes oder eines allgemeinverbindlichen Bundesbeschlusses zu verlangen. Sowohl im Bundesrat als auch im Parlament stiess der Vorschlag auf grossen Widerstand. Auf Seiten der Befürworter wurde die SP lediglich vom LdU unterstützt. Sie priesen die Gesetzesinitiative als eigentliche Krönung der Demokratie, als «Vervollkommnung unserer demokratischen Einrichtungen». Das Volk sei erst dann wirklich souverän, wenn es seinen Willen jederzeit zur Geltung bringen könne, und nicht erst auf Befragen der Behörden. Die Gegner, zu denen praktisch alle anderen Parteien gehörten, machten vor allem staatspolitische Gründe geltend und warnten explizit vor der Gefährlichkeit der Gesetzesinitiative. Durch die Ausschaltung des Ständemehrs greife sie die Souveränität der Kantone an und gefährde dadurch den föderalistischen Aufbau des Landes. Letztlich würden ohnehin nicht Leute aus dem einfachen Volk Gesetzestexte entwerfen, sondern Verbände und Wirtschaftsgruppen, die dadurch noch mehr Macht und Einfluss gewinnen würden. Bei unterdurchschnittlicher Beteiligung verwarfen über zwei Drittel der Abstimmenden und alle Kantone die Vorlage.

## Abstimmung am 3. Dezember 1961

### Ergebnis
| Nr. | Vorlage                                                                                | Art | Stimm- berechtigte | Abgegebene Stimmen | Beteiligung | Gültige Stimmen | Ja      | Nein    | Ja-Anteil | Nein-Anteil | Stände | Ergebnis |
| --- | -------------------------------------------------------------------------------------- | --- | ------------------ | ------------------ | ----------- | --------------- | ------- | ------- | --------- | ----------- | ------ | -------- |
| 198 | Bundesbeschluss vom 23. Juni 1961 über die schweizerische Uhrenindustrie (Uhrenstatut) | FR  | 1'505'074          | 690'624            | 45,88 %     | 664'862         | 443'483 | 221'379 | 66,70 %   | 33,30 %     | –      | ja       |

### Uhrenstatut
Seit jeher gehörte die Schweizer Uhrenindustrie, die auf die Kantone im Jura konzentriert ist, zu den am stärksten vom Export abhängigen Wirtschaftszweigen. Der Bund unterstützte sie seit den 1930er Jahren mit staatlichen Eingriffen. Im Uhrenstatut der Jahre 1952 bis 1961 war unter anderem eine Bewilligungspflicht für die Fabrikation und den Export von Uhren und Bestandteilen enthalten, die den bestehenden Produzenten einen fast vollständigen Schutz vor neuer inländischer Konkurrenz gewährte. Ebenso verhinderte sie die Konkurrenz durch ausländische Fabrikate, die auf Schweizer Technologie basierten. Kurz vor dem Auslaufen des Statuts präsentierte der Bundesrat eine Nachfolgeregelung. Sie setzte nicht mehr auf Strukturerhaltung, sondern auf die Stärkung der Wettbewerbsfähigkeit der Uhrenindustrie. So sollte die Fabrikationsbewilligung durch eine staatliche Qualitätskontrolle ersetzt werden, um das Image der Schweizer Uhren zu erhalten. Teile der Uhrenindustrie ergriffen zusammen mit dem LdU das Referendum gegen das vom Parlament genehmigte Statut; ihr Ziel war dessen ersatzlose Streichung. Während sich die Industriellen vor allem gegen die Qualitätskontrolle zur Wehr setzten, hielt der LdU das Statut grundsätzlich immer noch für zu etatistisch. Angesichts der rekordhohen Exporte seien solche Markteingriffe verfassungswidrig. Demgegenüber unterstützten fast alle Parteien und Wirtschaftsverbände das Uhrenstatut, denn es ermögliche die Anpassung der Branche an die Anforderungen des weltweiten Wettbewerbs, ohne sie zu überfordern. Zwei Drittel der Abstimmenden nahmen die Vorlage an, Nein-Mehrheiten gab es nur in den Kantonen Luzern und Appenzell Ausserrhoden.